# 刁坊镇
刁坊镇，中国广东省梅州市兴宁市下属一镇，位于兴宁市东南部，距兴城7.5公里。面积58.01平方公里，户籍人口39698人，全是操客家语系的汉族。

## 行政区划
刁坊镇下辖以下地区：
刁坊社区、贵丰村、罗坝村、圩东村、长征村、周兴村、黄沙村、新坪塘村、新建村、河塘岭村、荷慕村、长段村、联新村、横江岭村、三潭村、新兴村、瑶岗村、建兴村、红光村、金银村、刁潭村、新光村和郑江村。

## 中国传统村落
2013年8月，周兴村被评为第二批中国传统村落。